# Àcid tel·lurhídric
Àcid tel·lurhídric és el nom de les dissolucions aquoses del tel·lurur d’hidrogen H2Te, les quals tenen propietats àcides. Aquestes dissolucions són tèrmicament inestables i altament tòxiques, per la qual cosa no tenen aplicacions. Se simbolitzen com H2Te(aq).
En dissolució aquosa el tel·lurur d'hidrogen reacciona amb l'aigua segons la teoria àcid-base de Brønsted-Lowry i s'estableixen els següents equilibris amb formació dels anions hidrogentel·lurur HTe– i tel·lurur Te2– i el catió oxoni H3O+ característic de les dissolucions d'àcids:
{\displaystyle {\ce {H2Te(g) + H2O(l) <=> HTe^{-}(aq) + H3O+(aq)}}}{\displaystyle {\ce {HTe^{-}(aq) + H2O(l) <=> Te^{2-}(aq) + H3O+(aq)}}}
El primer equilibri és el més desplaçat cap a la dreta i té un pKa1 = 2,64 (constant d'equilibri Ka1 = 10–2,64 = 2,29 × 10–3), inferior als corresponents dels àcids sulfhídric (7,05) i selenhídric (3,89), que són els hidràcids dels elements del mateix grup de la taula periòdica. És un valor del mateix ordre de magnitud que el de l'àcid fosfòric H3PO4 (pKa1 = 2,16, Ka1 = 10–2,16 = 6,92 × 10–3). Aquest valor indica que l'àcid tel·lurhídric és un àcid més fort que els altres dels elements del mateix grup de la taula periòdica, cosa que és deguda al fet que l'anió HTe– té un radi iònic major que els dels altres dos anions HS– i HSe–. En davallar a la taula periòdica els àtoms augmenten el seu volum a causa de l'augment de capes d'electrons, i la força que cal rompre per separar els ions és la força de Coulomb que és inversament proporcional a la separació entre els nuclis dels ions. Pel segon equilibri pKa2 = 11 (constant d'equilibri Ka2 = 10–11), per tant, molt menys desplaçat cap a la formació de Te2–.